# Естафьев, Алексей Александрович
Алексей Александрович Естафьев (17 марта 1941, ст. Чёбсара, Вологодская область — 26 декабря 2016, Сыктывкар) — российский орнитолог, доктор биологических наук (1999), ведущий научный сотрудник Института биологии Коми Научного центра УрО РАН.

## Биография
Родился в посёлке Чёбсара 17 марта 1941 года. Во время войны семья была эвакуирована вначале в Вологду, затем Усть-Усу, Печору, а в 1943 году в Сыкытвкар. В 1963 году окончил Коми государственный педагогический университет. После службы в армии, с 1965 стал сотрудником Института биологии Коми Научного центра УрО РАН, где проработал до конца жизни. Поступил в аспирантуру к Л. А. Портенко, после его смерти научным руководителей стал Р. Л. Потапов. В 1978 году Естафьев защитил кандидатскую диссертацию на тему «Птицы таёжной зоны бассейна р. Печоры». С конца 1960-х годов проводил исследования фауны птиц на Приполярном Урале, Тимане и Большеземельской тундре. Занимался разработкой системы ООПТ на северо-востоке европейской части России, дал обоснование создания нескольких заказников. С 1986 по 2006 годы года возглавлял лабораторию зоологии Института биологии Коми НЦ УрО РАН. Был инициатором создания многотомного издания «Фауна европейского Северо-Востока России», одной из немногих Российских фундаментальных фаунистических сводок, опубликованных во время перестройки. Нахождение финансирования для издания первых томов — это заслуга Естафьева. В 1999 году защитил докторскую диссертацию в Зоологическом институте РАН на тему «Фауна птиц Европейского Северо-Востока (современное состояние, формирование и охрана)». Входил в состав международной рабочей группы по журавлям Евразии, как куратор проекта по Европейскому Северу. Являлся государственным экспертом по вопросам охраны, оценки ущербов и рационального использования ресурсов животного мира. Один из авторов Красной книги Республики Коми (1998 и 2008 года). В 1990-х годах председатель Коми отделения Союза охраны птиц России. Дважды, в 1977 и 1984, участвовал в ВДНХ. Скончался после долгой и тяжёлой болезни 26 декабря 2016 года. Входил в организационный комитет конференции «Проблемы изучения и охраны животного мира на Севере» и выступал с пленарными докладами на всероссийских и международных конференциях, материалы которых были опубликованы в трудах этих конференций. Под руководством Естафьева защищено две кандидатские диссертации. В работах Естафьева оценено современное состояние и выявлены пути формирования фауны птиц северо-востока Европейской части России.

## Публикации
Автор более 120 научных работ, в том числе,
- Естафьев А. А. Фауна и экология куликов Большеземельской тундры и Югорского полуострова / Ответственный редактор Р. Л. Потапов. — Л.: Наука, 1991. — С. 144. — ISBN 5-02-025801-6.
- Алексеева Р. Н., Безносова Т. Н., Гладков В.П., Естафьев А. А., Котелина Н. С., Лащенкова А.Н., Непомилуева Н. И., Сидоров Г. П., Цыганко В. С., Черемных В. А. Кадастр охраняемых природных территорий Республики Коми. — Сыктывкар: Институт биологии Коми научного центра Уральского отделения РАН, 1993. — Т. 1. — 193 с.
- Естафьев А. А., Воронин Р. Н., Минеев Ю. Н., Кочанов С. К., Бешкарев А. Б. Птицы. Неворобьиные / Ответственный редактор Р. Л. Потапов. — Сыктывкар: СПб., 1995. — 320 с. — (Фауна европейского северо-востока России. Том I. Часть 1). — 1000 экз. — ISBN 5-02-025946-2.
- Естафьев А. А., Минеев Ю. Н., Кочанов С. К., Ануфриев В. М., Деметриадес К. К., Нейфельд Н. Д. Птицы. Неворобьиные / Ответственный редактор А.А. Естафьев. — Сыктывкар: СПб., 1999. — 290 с. — (Фауна европейского северо-востока России. Том I. Часть 2). — 1000 экз. — ISBN 5-02-026107-6. — ISBN 5-02-025945-4.
- Естафьев А. А., Королев А. Н., Тюрнин Б. Н. Охотничье-промысловая фауна европейского северо-востока Состояние. Хозяйственное значение / Ответственный редактор А. Ф. Триандафилов. — Сыктывкар: Научно-исследовательский и проектно-технологический институт АПК Республики Коми РАСХН, 2008. — 290 с. — 500 экз. — ISBN 978-5-7934-0247-7.
- Шубина В. Н., Естафьев А. А. Бентос лососёвых рек горной полосы Приполярного Урала // Экология : Журнал. — 1998. — № 4. — С. 304—309.
- Марков Н. И., Нейфельд Н. Д., Естафьев А. А. Экологические аспекты расселения дикого кабана Sus scrofa L., 1758 на европейском северо-востоке России // Экология : Журнал. — 2004. — № 2. — С. 156—160. — ISSN 0367-0597.
- Селиванова Н. П., Шипилина Д. А., Естафьев А. А., Марова И. М. Внутривидовая изменчивость пеночки-теньковки (Phylloscopus collybita, Sylviidae, Aves) в зоне симпатрии сибирской и восточноевропейской форм на территории Республики Коми (по морфологическим, акустическим и генетическим данным) // Бюллетень Московского общества испытателей природы. Отдел биологический : Журнал. — 2014. — Т. 119, № 1. — С. 3—16. — ISSN 0027-1403.
- Estafyev A. Distribution, number and ecology of the Cinclus cinclus (Linnaeus, 1758) in the European north of Russia (англ.) // Journal of Wetlands Biodiversity. : journal. — 2016. — No. 6. — P. 23—28.

## Награды
- Медаль «20 лет победы в Великой Отечественной войне» (1965)[3]
- Лауреат Государственной премии Республики Коми в области науки (1999)[1]
- Почётная грамота РАН (1999)[1]
- Медаль «Ветеран труда»[3]
- Заслуженный работник Республики Коми[8]

## Комментарии
1. ↑  Приказом Минобрнауки РФ от 14 февраля 2014 года присоединён к Сыктывкарскому государственному университету